# Jay Miner
Jay Glenn Miner, född 31 maj 1932 i Prescott, Arizona, död 20 juni 1994 i Mountain View, Kalifornien, var en konstruktör av integrerade kretsar.
Miner har arbetat med displaychippet i Atari 2600. I början av 1980-talet fick han nog av Atari och började jobba för Hi-Toro (senare namngivet till "Amiga Inc.") där han konstruerade kretsar till vad som skulle bli grunden i Amigadatorer.
Commodore köpte Amiga Inc. som fick bli en underavdelning kallad Commodore Amiga. Jay Miner valde att lämna Commodore Amiga för att i stället planera kretsar för pacemakertillverkaren Venitrex.